# Ruotsalainen (lac)
Le lac Ruotsalainen (finnois : Ruotsalainen) est un grand lac situé à Heinola et  Asikkala en Finlande,.

## Présentation
Le lac a une superficie de 74,1 kilomètres carrés et une altitude de 77,5 mètres.
Le lac compte 376 îles, couvrant un total de 739,22 hectares, soit environ 9,1% de sa superficie. La plus grande est l'île Hevossaari, qui fait plus d'un kilomètre carré.
Sur les îles, 57 font plus d'un hectare, 247 font plus d'un acre et les 71 autres font moins d'un acre.
Sa plus grande île est Hevossaari.